# Mühlthal (Dietfurt an der Altmühl)
Mühlthal ist ein Gemeindeteil der Stadt Dietfurt an der Altmühl im Landkreis Neumarkt in der Oberpfalz.

## Geografie
Die Einöde befindet sich etwa vier Kilometer südsüdwestlich von Dietfurt und liegt auf einer Höhe von 443 m ü. NHN.

## Geschichte
Durch die zu Beginn des 19. Jahrhunderts im Königreich Bayern durchgeführten Verwaltungsreformen wurde Mühlthal zum Bestandteil der Ruralgemeinde Meihern. 1867 erscheint Mühltal als ein Ort der Gemeinde Altmühlmünster im Landgericht Riedenburg; zu diesem Zeitpunkt bestand die Einöde aus zwei Gebäuden und vier Einwohnern. 1900 lag diese Gemeinde im Amtsgericht Riedenburg; Mühltal hatte nunmehr acht Einwohner und ein Wohngebäude.
Im Jahr 1961 zählte Mühlthal sechs Einwohner.
Im Zuge der Gebietsreform in Bayern wurde Mühlthal am 1. Januar 1972 in die damals noch selbstständige Gemeinde Zell umgemeindet und dann zusammen mit dieser ein halbes Jahr später in die Gemeinde Dietfurt eingegliedert.
1987 betrug die Einwohnerzahl fünf bei weiterhin einem Wohngebäude.

## Verkehr
Die Anbindung an das öffentliche Straßenverkehrsnetz wird durch eine Gemeindeverbindungsstraße hergestellt, die etwa einen Kilometer nordwestlich des Ortes in Zell von der Kreisstraße NM 23 abzweigt.